# Clerkenwell

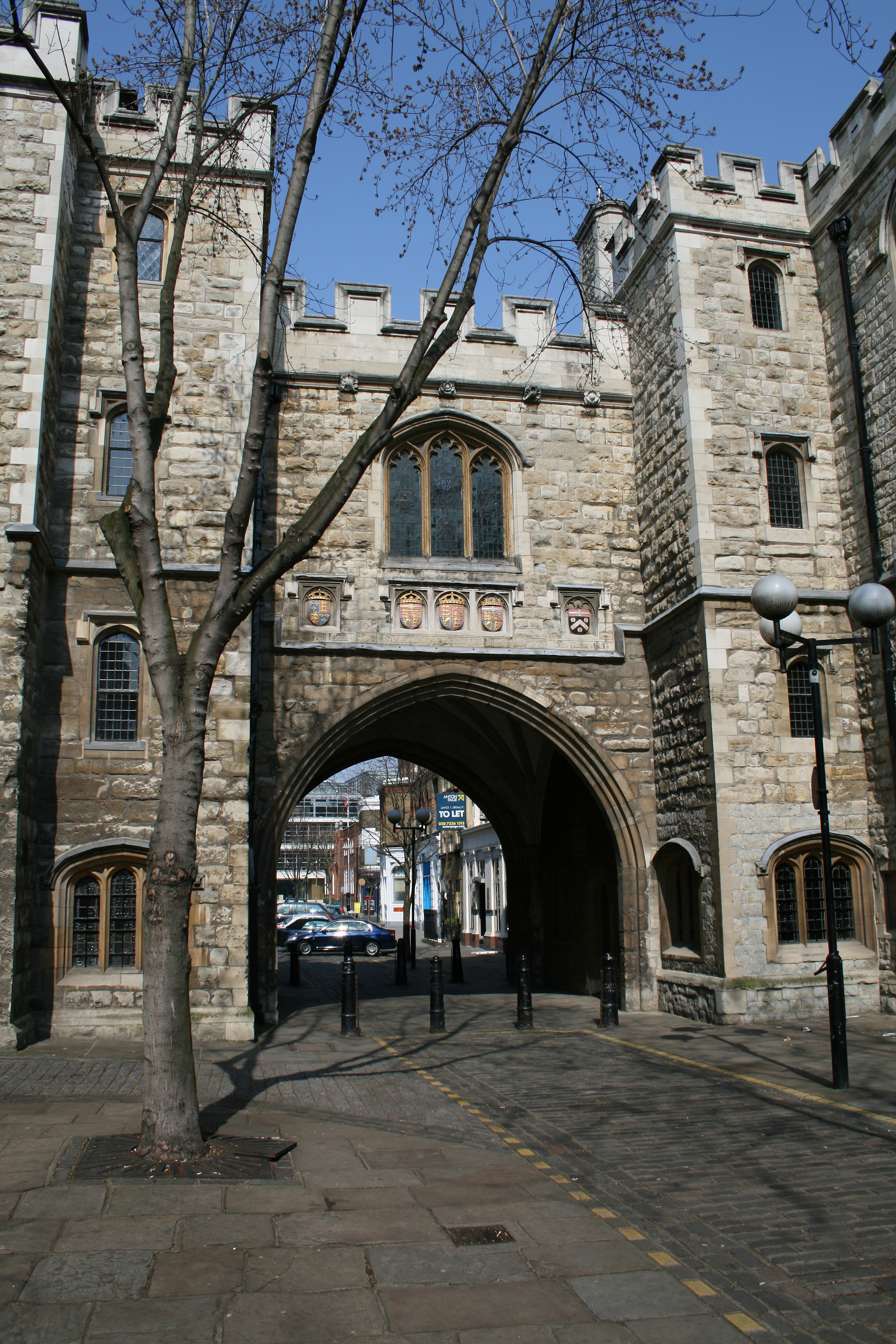
La porte Saint-Jean à Clerkenwell est le quartier général du Très vénérable ordre de Saint-Jean.

Clerkenwell est un quartier du borough londonien d'Islington. Son code postal est EC1. 
De 1900 à 1965, il était constitutif d'une partie du district de Finsbury. Les commerces de fabrication et de réparation de montres y étaient très implantés. Clerkenwell était appelé la Petite Italie de Londres du fait de la grande quantité d'Italiens qui vivaient dans cette partie de la ville entre 1850 et 1960.
Dans le quartier se trouve la porte Saint-Jean (St John's Gate) du XVIe siècle, qui est tout ce qui reste de l'ancien prieuré Saint-Jean, et qui aujourd'hui abrite le quartier général du Très vénérable ordre de Saint-Jean avec un musée.

## Histoire

### Révolution industrielle
La Révolution industrielle modifia cette partie de Londres en profondeur. À cette époque s'y installent de nombreuses distilleries et des imprimeries. Une réputation spéciale entourait les montres fabriquées dans ce quartier, et l'activité permettait l'emploi d'un grand nombre de résidents.

## Personnalités associées
- Daniel Defoe
- David Thewlis
- John Wilkes
- Oliver Cromwell
- Vladimir Lénine
- Zaha Hadid
- Emilia Lanier
- Sabrina Sidney